# Freiburg (vùng)
Freiburg Karlsruhe là một trong 4 vùng hành chính (Regierungsbezirk) của bang Baden-Württemberg, Đức.

## Các đơn vị hành chính trong vùng
| Kreise (Huyện) | Kreisfreie Städte (Thị xã) |
| --- | -------------------------- |
| 1. Breisgau-Hochschwarzwald 2. Emmendingen 3. Constance (Konstanz) 4. Lörrach 5. Ortenau 6. Rottweil 7. Schwarzwald-Baar 8. Tuttlingen 9. Waldshut | 1. Freiburg                |